# Оранжерейный сад Отёй

План сада

Оранжерейный сад Отёй (фр. Jardin des Serres d'Auteuil) — сад, расположенный в Булонском лесу. Является одним из четырёх структурных подразделений Парижского ботанического сада. Переоборудован в 1898 году Жаном Камилем Формиже (фр. Jean Camille Formigé, 1845—1926). Под  его руководством были возведены большие теплицы с чугунным каркасом, выкрашенным в бирюзовый цвет, открыт фонтан французского архитектора Жюля Далу и добавлены маскароны, созданные Огюстом Роденом. Сначала сад назывался «Муниципальная флористика» (Fleuriste Municipale) и использовался для массового выращивания цветов для нужд города.
В 1998 году сад и часть зданий паркового комплекса были внесены в список объектов культурного наследия.

## Коллекции
В саду есть ценная коллекция эндемичных растений Новой Каледонии (130 таксонов, в частности араукарии). Другая интересная коллекция — растения зоны Сахеля (55 таксонов), богатое собрание орхидей (515 таксонов), бегоний (580 таксонов), фикусов (120 таксонов), филодендронов (60 таксонов).

## Галерея

### Большая пальмовая оранжерея

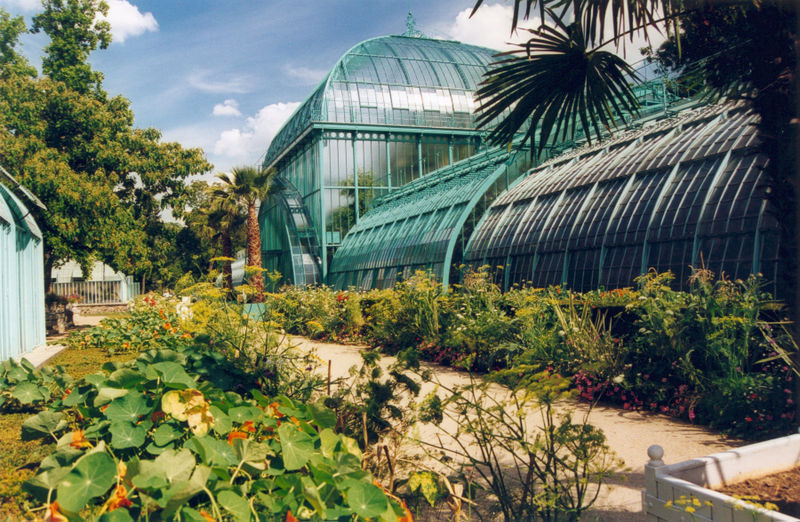
Вид снаружи
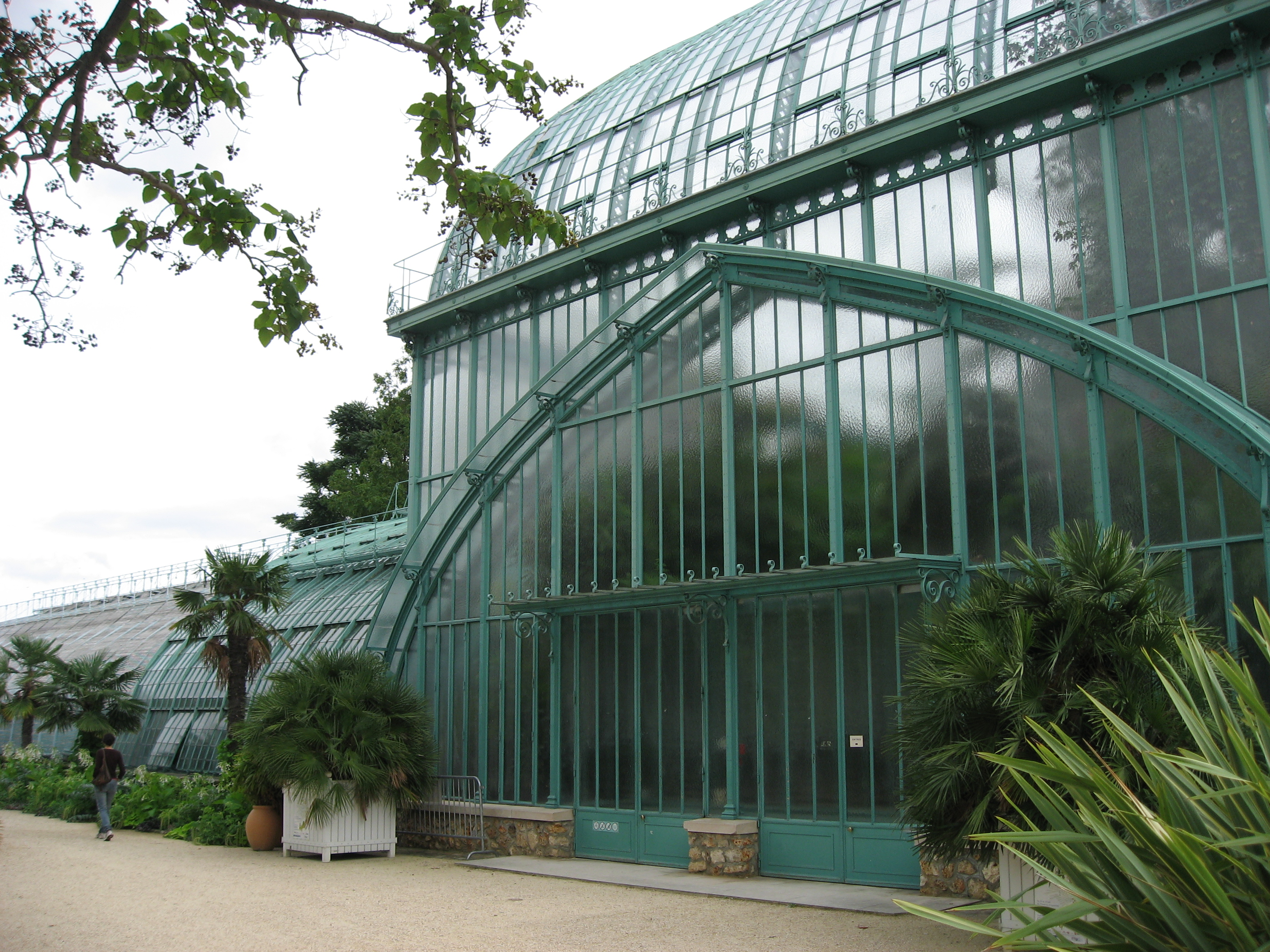
Снаружи
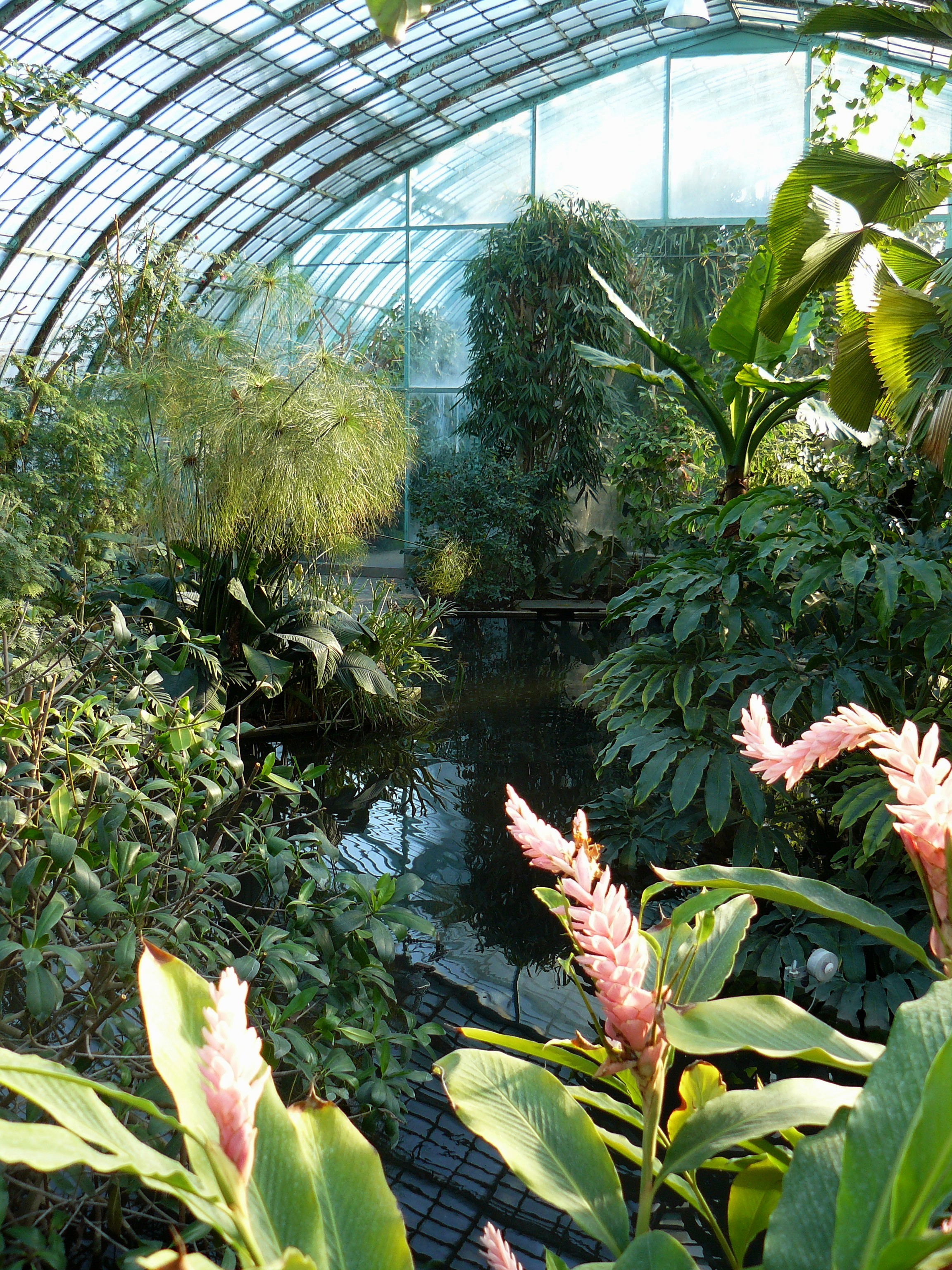
Внутри
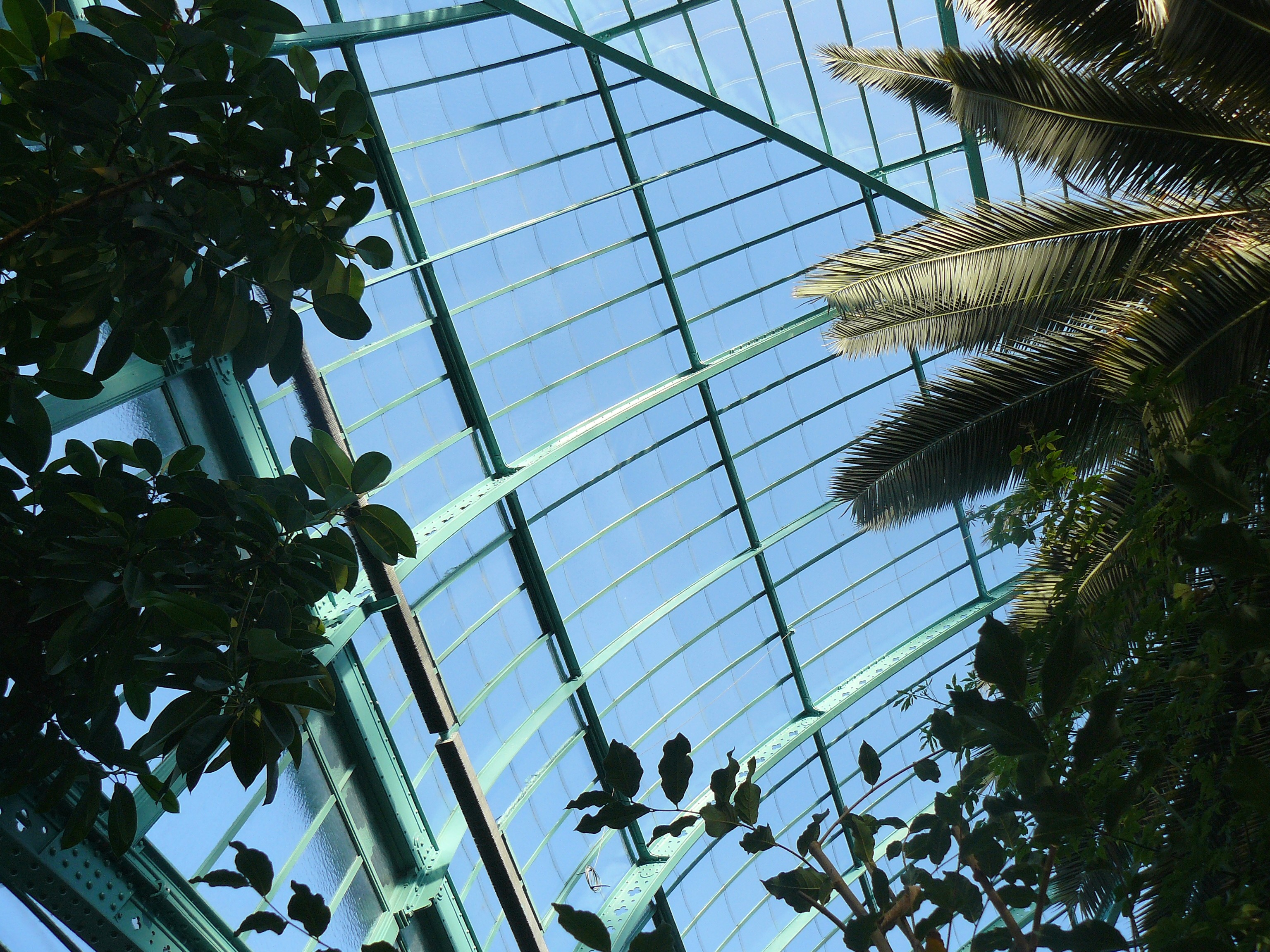
Внутри

### Центральная поляна

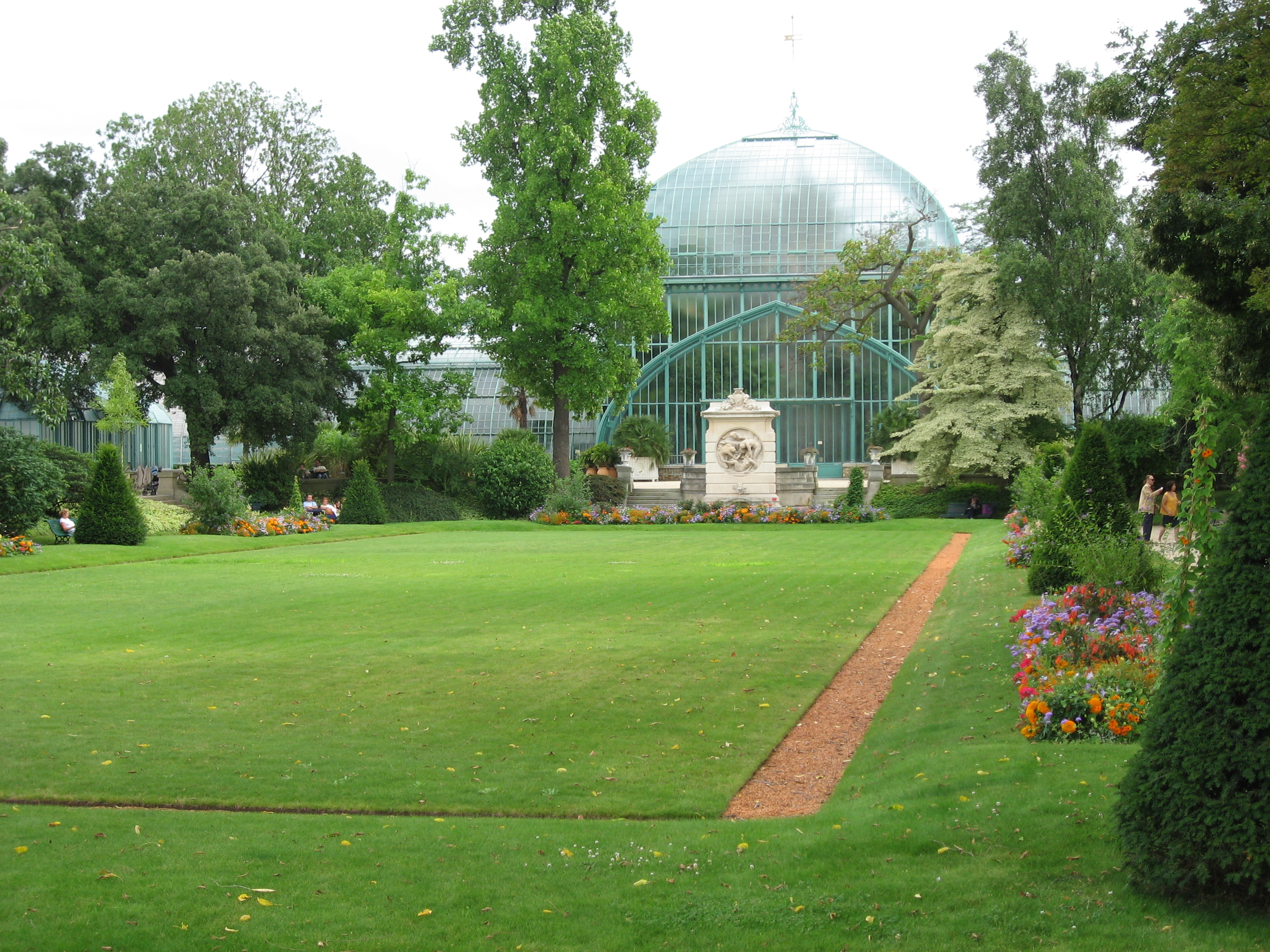
Вид на большую главную оранжерею

### Скульптуры

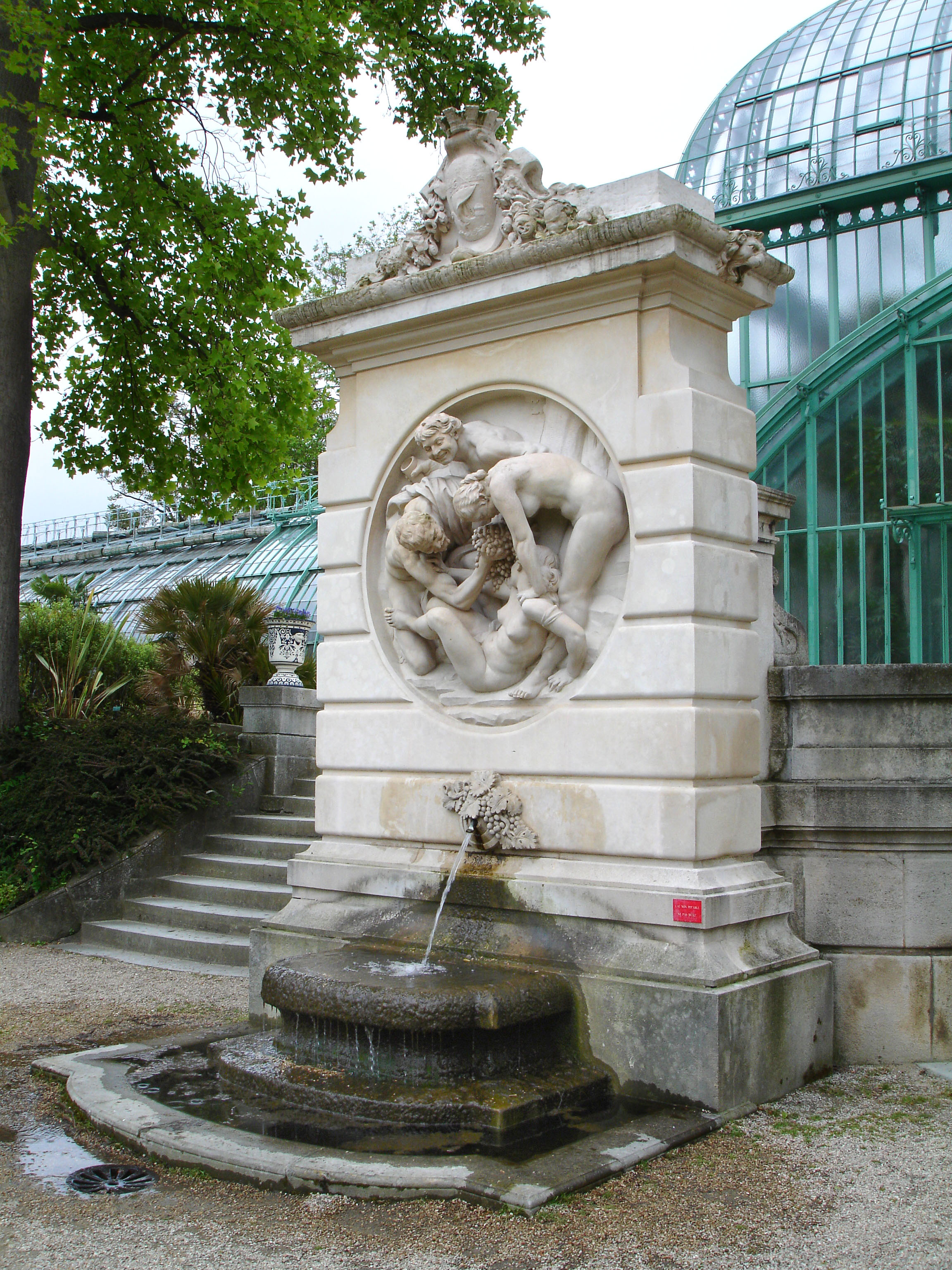
Фонтан «Вакханалия», Жюль Далу
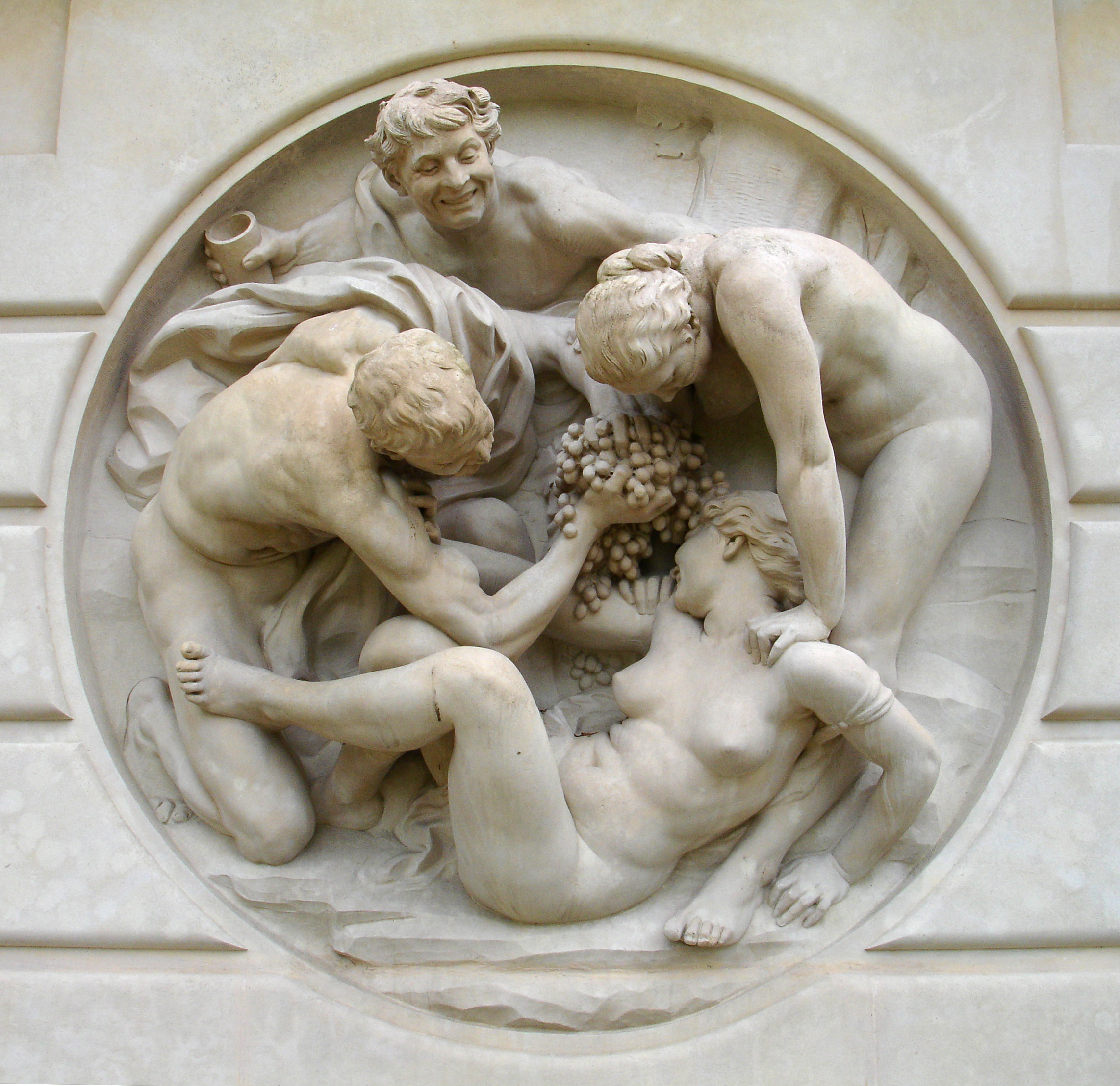
Барельеф «Вакханалия» Жюль Далу
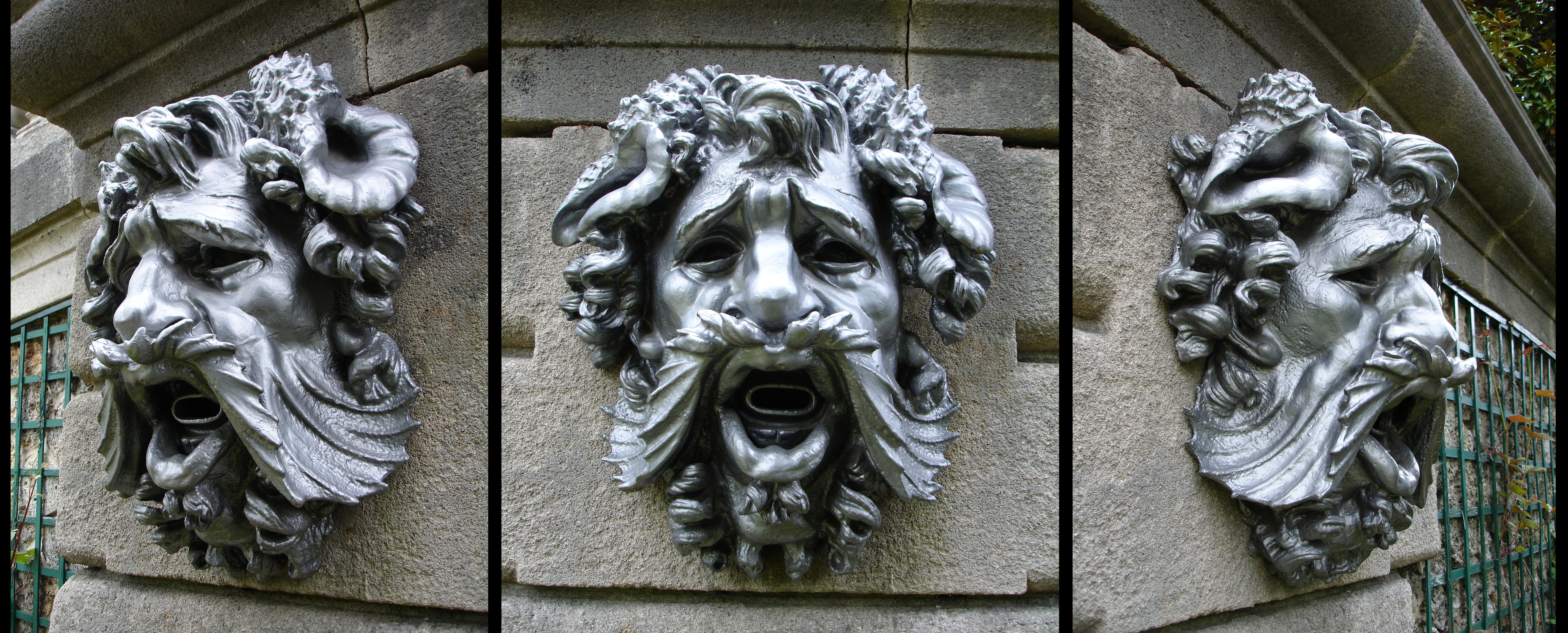
«маскароны», Огюст Роден
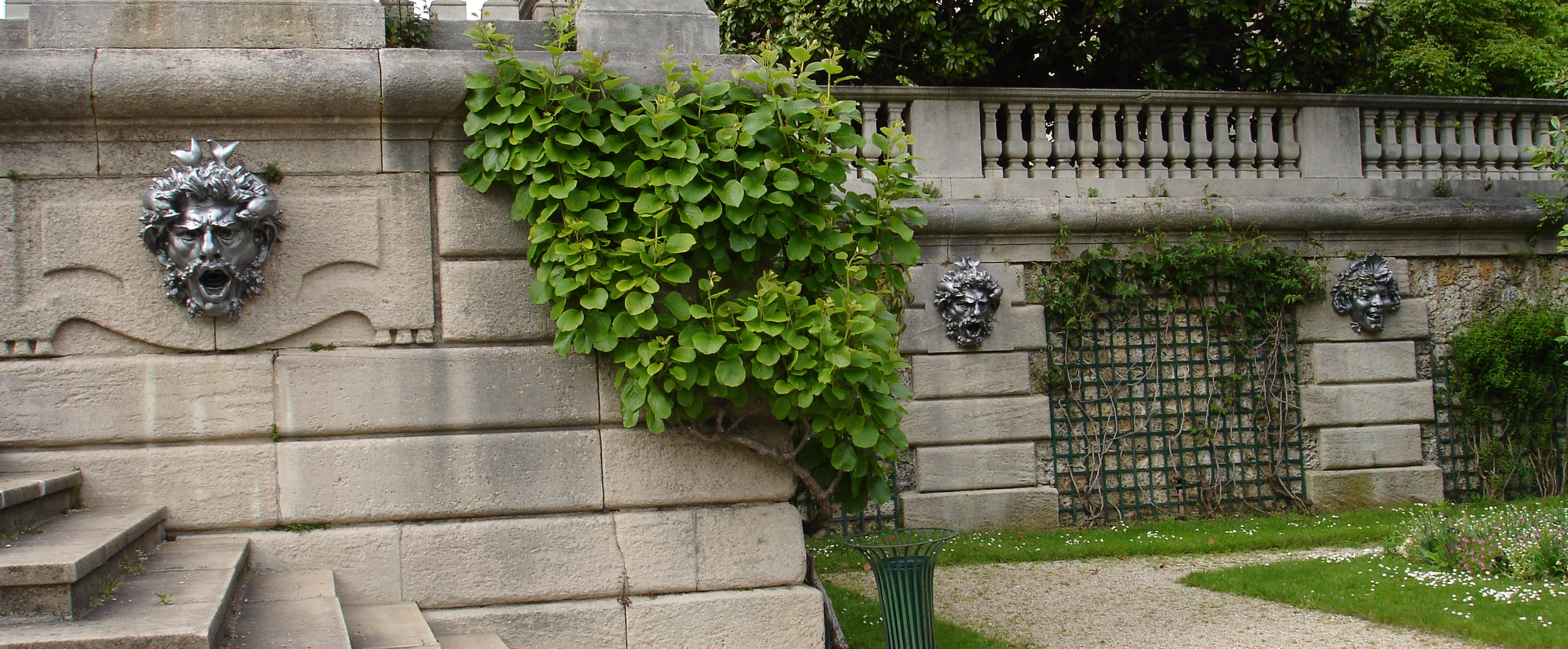
«маскароны», Огюст Роден